# イロコイ語族
イロコイ語族（イロコイごぞく、英: Iroquoian languages）は北米の先住民族が使用する言語の語族の一つである。一般的に、唇音を使用しないことで知られる。
イロコイ語族は名詞の数が比較的少ない、抱合的で主要部標識言語である。
今日、現存するイロコイ語族はオクラホマのチェロキー語とモホーク語を除き、すべて重大なまたは極めて深刻に消滅の危機に瀕しており、話者は数人の長老者に限られる状態である。ノースカロライナのチェロキー語も極めて深刻な危機に瀕している。

## 語族名別称
- イロコイ諸語
- イロクォイ諸語
- Iroquois

## 下位分類
- 北部イロコイ諸語
  - セネカ語
  - カユーガ語
  - モホーク語
- 南部イロコイ諸語
  - チェロキー語